# 로셸 에이티스
로셸 에이츠(Rochelle Aytes, 영어 발음: /ˈeɪts/, 1976년 5월 17일 ~ )는 미국의 배우이다.

## 출연 작품
- 마이 페이버릿 파이브 (2015)
- 크레이지 섹시 쿨: 더 TLC 스토리 (2013)
- 버터플라이 체이서 (2013)
- 워크 잇 (2012)
- 13 Graves (2006)
- 마디아 가족의 재결합 (2006)
- 화이트 칙스 (2004)

### 텔레비전
- 섹스 앤 더 시티 (2003)
- 마이 와이프 앤 키즈 (2005)
- ER (2006)
- CSI: 뉴욕 (2006)
- 라스베가스 (2007)
- 본즈 (2007)
- Dirt (2008)
- NCIS (2009)
- 포가튼 (2009-10)
- 디트로이트 1-8-7 (2010-11)
- 위기의 주부들 (2011)
- 화이트 칼라 (2011)
- 크리미널 마인드 (2013-16)
- 미스트리스 (2013-16)
- 지정생존자 (2017-18)
- 하와이 파이브-0 (2018-19)
- S.W.A.T. (2019-현재)